# Victor Comleonoc
Victor Comleonoc (ur. 23 lutego 1973 w Kiszyniowie) – mołdawski piłkarz, grający na pozycji pomocnika, reprezentant Mołdawii.

## Kariera piłkarska

### Kariera klubowa
W 1995 rozpoczął karierę piłkarską w klubie Constructorul Kiszyniów. W 2001 przeszedł do Sheriffa Tyraspol. Latem 2004 wyjechał do Ukrainy, gdzie bronił barw Spartaka Iwano-Frankowsk. Zimą 2005 powrócił do Mołdawii i występował najpierw w innym tyraspolskim klubie Tiligul Tyraspol, a potem w Dacii Kiszyniów. W lipcu 2005 ponownie wyjechał do Ukrainy, gdzie grał w składzie Obołoni Kijów. Sezon 2007/08 spędził w rosyjskim SKA Rostów nad Donem, a 2008/09 w azerskim FK Qəbələ, po czym latem 2009 powrócił do Obołoni. W czerwcu 2010 został piłkarzem kazachskiego Akżajyk Orał.

### Kariera reprezentacyjna
W 2001 zadebiutował w narodowej reprezentacji Mołdawii. Łącznie rozegrał 20 meczów.

## Sukcesy i odznaczenia

### Sukcesy klubowe
- mistrz Mołdawii: 2001/02, 2002/03, 2003/04
- brązowy medalista Perszej Lihi Ukrainy: 2005/06, 2006/07